# Marc William Buie
Marc W. Buie (Baton Rouge, Louisiana, 1958) és un astrònom de l'Observatori Lowell a Flagstaff, Arizona.
Estudià física a la Universitat de Luisiana i es doctorà, el 1984, en Ciència Planetària a la Universitat d'Arizona. Cursà estudis de postdoctorat la Universitat de Hawaii de 1985 a 1988. Treballà a l'Space Telescope Science Institute on tingué un paper destacat en la planificació i programació del telescopi espacial Hubble. Des de 1991 forma part de l'equip de l'observatori Lowell.
Plutó va ser el seu tema principal d'estudi des de 1983, va estudiar-ne el metà i el considerà que formava part de la superfície no pas de la seva atmosfera. Va ser codescobridor dels satèl·lits de Plutó, Nix i Hydra (Plutó II i Plutó III)
L'asteroide (7553) Buie rep el nom en el seu honor.